# 柏金斯啟明學校

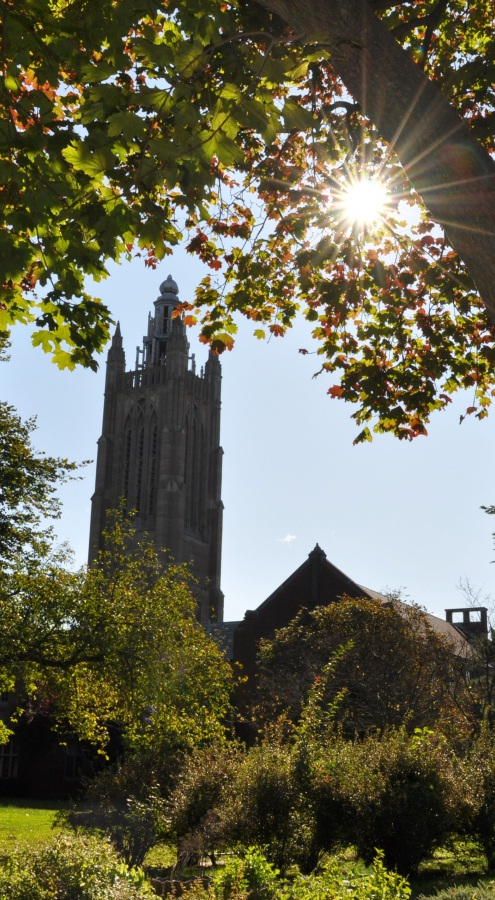
位於美國馬薩諸塞州沃特敦的柏金斯啟明學校校園的豪維塔樓

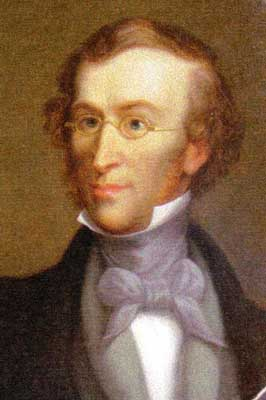
學校創辦人約翰·迪克斯·費舍爾.

柏金斯啟明學校（Perkins School for the Blind；柏金斯盲人學校）位於美國馬薩諸塞州沃特敦，它是一所美國盲人最古老的啟明學校。它也被稱為"帕金斯啟明機構"(Perkins Institution for the Blind；柏金斯盲人機構)。帕金斯的使命是準備提供給兒童及年輕的盲者他們需要發揮自己的潛能之教育、工具以及技能。
柏金斯製造自己的柏金斯點字機以及盲文教學工具、並以〈帕金斯SMARTBrailler®〉名牌販售於之前名為"豪維出版社"(Howe press)位於沃特敦校區裡的"帕金斯解決方案公司"(Perkins Solutions)。豪維出版社是以打印浮雕法出版盲人觸覺的書籍為主。

## 歷史沿革
柏金斯啟明學校成立於1829年，是美國第一所盲人學校。這所學校最初被命名為"新英格蘭盲人庇護所"(New England Asylum for the Blind)，並於1829年3月2日創立。之後"新英格蘭盲人庇護所"的名稱被更改為"柏金斯啟明學校"。約翰·迪克斯·費舍爾根據他訪問法國巴黎國家盲童學會之行的觀察，首先考慮為盲童開設學校的想法，並受到啟發在波士頓創建了這間學校。
學校是以托馬斯·漢達瑟德·珀金斯之名而來命名，托馬斯是學校的發起人之一，也是波士頓的貨運商人，在學校創立之初就逐漸失明。1833年，學生人數成長量超過了創辦人塞繆爾·格里利·豪維父親在"宜人街"(Pleasant Street)的房子所能容納量，柏金斯就捐贈了他在"珍珠街"(Peral Street)的大宅，作為學校的第二個教學場所。1839年，柏金斯出售了其大宅並將售宅所得捐贈予柏金斯啓明學校。這份捐贈使得學校可以在南波士頓地區購買一棟更寬敞的建築物。1885年，再於波士頓居民區牙買加平原的"海德廣場區段"(Hyde Square section)購買了6英畝（24,000平方）的土地，用於建設一所幼稚園。這處地產原爲勞拉·布里奇曼與海倫·凱勒的房子。學校再於1912年秋天搬到了現在的馬薩諸塞州沃特敦現在的校區。
查爾斯·狄更斯於1842年在美國進行一次巡迴演講時訪問了柏金斯啓明學校，對在豪維大樓的勞拉·布里奇曼(Laura Bridgman)所做的工作感到驚訝，這名聾啞女孩於1837年從新罕布夏州來到學校。 狄更斯在他的《美國紀行》一書中寫下了這些訪問的記錄。
1887年，學校主任麥克·阿納格諾斯派畢業生安·沙利文到阿拉巴馬州教導海倫·凱勒。沙利文在她的學生凱勒的家中完成教學工作後，於1888年帶凱勒返回柏金斯啓明學校，並斷斷續續地在那裏居住到1893年。
1931年，學校創建了柏金斯盲文及有聲書庫(BTBL)。
1951年，大衛·亞伯拉罕(David Abraham)等人成功生產了第一台柏金斯點字機。 到1977年，大約生產了10萬台的點字機，並銷售到世界各地。

### 今天的柏金斯
在21世紀，柏金斯擴大了其在線使命，包括為盲人與有視障兒童的家庭，以及視障教師(TVI)提供的資源。柏金斯還與亞洲國家的地區夥伴進行合作，為教育者、看護者，以及家庭提供了一個在線社區進行交流。
2011年，柏金斯在馬薩諸塞州沃特敦佔地38英畝的校園內完成了"格勞貝克學生與技術中心"(Grousbeck Center for Students and Technology)的建設。 該設施為盲人或視力障礙者提供了可感知觸及的技術。
沃特敦針對視障人士的最新研發項目是視障步道(盲人步道)，該項目於2016年7月完成。

## 柏金斯的國際推廣活動
柏金斯與67個國家的地方團體（學校、大學、非政府組織、非營利組織、政府機構，及家長網絡）合作，為盲人、聾啞人，或視力障礙者（可能有其它的身障）提供教育及賦權。柏金斯通過在這些國家及地區的傳播資源，比如柏金斯點字機、資金，以及專業知識來做到這一點。關於這項工作在坦桑尼亞、烏干達，以及肯亞的這些非洲國家的一個例子，就是柏金斯在"吉力馬扎羅山盲人信託公司"(KBT)中的作用。
柏金斯每年也邀請來自其他國家的特殊教育者到沃特敦校園，對盲人與多重身障者的教育進行深入研究；然後將其研究成果帶回各自的國家、或地區用於幫助身障者。

## 帕金斯解決方案公司
柏金斯解決方案公司專注於各種輔助技術及輔助功能評估、培訓，與諮詢。柏金斯點字機(Perskins Braillers)的產品範圍遍及175個國家，包括古典點字機(classic brailler)、下一代點字機(next generation brailler)。也於2012年推出、具有“文本到語音輸出”(text-to-speech)、視覺顯示，以及用於點字教學的應用程序的"智慧型點字機"(smarter brailler)。這家柏金斯的旗下子公司亦與全球盲人與弱視協會、教育部長，以及轉售商合作；努力為所有需要的人提供易用的設備；包括柏金斯點字機、點字機維修以及輔助技術等。

## 盲人新世界運動
2016年5月5日，柏金斯發起了盲人新世界(BlindNewWorld)的社會變革運動，旨在幫助有視力的人群更加包容盲人；並使盲人更容易接近這個世界。

## 國家聾盲設備分配計劃
受到"21世紀通信及視頻無障礙法案"(CVAA)的強制性規定，由FCC制定，國家聾盲設備分配計劃（NDBEDP）將通過分配無障礙通信技術來幫助視力，以及聽力受損的個人與家庭、朋友和他們的社區建立聯繫。

## 關連機構
柏金斯盲文及有聲書圖書館與國家盲人及身障人士服務圖書館（NLS）沃特敦分會合作。
柏金斯與德克薩斯州盲人及視覺障礙者學校(TSBVI)合作開發了一個稱為⟨PathsToLiteracy.org⟩的網絡資源。該資源是一個在線中心的架構，為盲人或視覺障礙者、包括那些有其他方面的身障或則聾盲的學生提供識字相關的信息。
柏金斯與伍茲霍爾海洋研究所的盲人海洋學家與高級科學家艾米·鮑爾合作，向學生展示成為盲人科學家的如何作爲。
國際非營利組織還與美國盲人基金會(AFB) 合作，以確保在主流學校教授"擴展核心課程"(ECC)。
柏金斯啓明學校是盲人學校與服務委員會的成員。

## 傑出校友
- 勞拉·布里奇曼
- 約瑟夫·B·史密斯（英语：Joseph B. Smith）、音樂家，哈佛大學第一位盲人畢業生。[20]
- 羅伯特·史密斯達斯（英语：Robert Smithdas），第一位獲得碩士學位的盲聾人。[20]
- 安·沙利文，作家海倫·凱勒的老師。[20]

## 延伸閱讀
- French, Kimberly. Perkins School for the Blind: The Campus History Series. Perkins School for the Blind, 2004.
- The Education of Laura Bridgman: First Deaf and Blind Person to Learn Language
- The Imprisoned Guest: Samuel Howe and Laura Bridgman, The Original Deaf-Blind Girl
- Mirror, Mirror on the Wall. The Diary of Bess Brennan
- Trent, James W., Jr. The Manliest Man: Samuel G. Howe and the Contours of Nineteenth-Century American Reform. University of Massachusetts Press, 2012.

## 參閲
- 路易·布莱叶
- 視障步道（英语：Braille Trail）(盲人步道)
- 席德韋爾友誼完全中學(Sidwell Friends School; Washington, D.C.)

## 外部連結
维基共享资源上的相關多媒體資源：柏金斯啟明學校
- 官方网站
- BlindNewWorld （页面存档备份，存于）
- The Manliest Man （页面存档备份，存于）
- Perkins Archives （页面存档备份，存于）

42°21′48″N 71°10′31″W / 42.36327°N 71.17532°W